# Mellon Udrigle
Mellon Udrigle (Schots-Gaelisch: Meallan Ùdraigil) is een vissersdorp ten zuiden van Opinan en ten noorden van Achgarve in de Schotse lieutenancy Ross and Cromarty in het raadsgebied Highland.